# یواس‌اس هامرهد (اس‌اس-۳۶۴)
یواس‌اس هامرهد (اس‌اس-۳۶۴) (به انگلیسی: USS Hammerhead (SS-364)) یک زیردریایی بود که طول آن ۳۱۱ فوت ۹ اینچ (۹۵٫۰۲ متر) بود. این زیردریایی در سال ۱۹۴۳ ساخته شد.